# Juan García Berruguilla
Juan García Berruguilla (fl. siglo XVIII) fue un arquitecto, cartógrafo y matemático español.

## Biografía
Natural de Granada. Se puso a sí mismo el apodo del 'Peregrino' por su afán viajero.
Escribió en 1747 un libro de geometría para arquitectos titulado: Verdadera practica de las resoluciones de la geometria, sobre las tres dimensiones para un perfecto architecto. Se trata de un manual para arquitectos y agrimensores. Su experiencia en la inspección de obras hace que fuese elegido para arbitrar entre los dos proyectos de Larra Churriguera y de Andrés García de Quiñones, para el diseño del Pabellón de la nueva Casa Consistorial en la Plaza Mayor de Salamanca, se inclinó finalmente en 1744 por la de este último.
Era conocido como un gran examinador de proyectos arquitectónicos.